# Supachai Panitchpakdi
Supachai Panitchpakdi, en tailandés ศุภชัย พานิชภักดิ์, (Bangkok, 30 de mayo de 1946) es un economista y político de Tailandia.
Ex secretario general de la UNCTAD y fue, con anterioridad, director general de la Organización Mundial del Comercio desde el 1 de septiembre de 2002 al 1 de septiembre de 2005 en que fue sucedido por Pascal Lamy. 
En 1986 fue designado viceministro de Finanzas, pero con la disolución del Parlamento en 1988 dejó la política y fue presidente del Banco Militar de Tailandia. De regreso a la actividad pública en 1992, fue vice primer ministro hasta 1995, responsable de economía. Durante la crisis financiera asiática de noviembre de 1997, fue de nuevo vice primer ministro y ministro de Comercio.
En 1999 fue elegido para dirigir la Organización Mundial del Comercio y en marzo de 2005 Secretario General de la Conferencia de las Naciones Unidas sobre Comercio y Desarrollo.
Durante el golpe de Estado en Tailandia en 2006 su nombre fue uno de los que se barajó por la Junta Militar para ser designado primer ministro del gobierno provisional.